# Glomus gibbosum
Glomus gibbosum är en svampart som beskrevs av Blaszk. 1997. Glomus gibbosum ingår i släktet Glomus och familjen Glomeraceae.   Inga underarter finns listade i Catalogue of Life.